# Otamixaban
L'otamixaban (INN) è un composto chimico di formula C25H26N4O4.

## Storia
Nel 2013, Sanofi annunciò che interrompeva lo sviluppo del farmaco per scarsi risultati negli studi clinici in fase III.

## Caratteristiche strutturali e fisiche
| N. di atomi pesanti                          | 33             |
| N. di donatori di legami a idrogeno          | 3              |
| N. di accettori di legami a idrogeno         | 5              |
| N. di elementi stereogenici atomici definiti | 2              |
| N. di legami ruotabili                       | 9              |
| Massa monoisotopica                          | 446,19540532 u |
| Superficie polare                            | 131 Å²         |

## Farmacologia e tossicologia

### Farmacocinetica
Il composto presenta un'emivita di 1,5 - 3 ore.

### Effetti del composto e usi clinici
Si tratta di un anticoagulante iniettabile inibitore del fattore Xa sperimentale, che fu valutato per il trattamento della sindrome coronarica acuta e della trombosi.